# ターボ・セフォロシャ
タボ・セフォローシャ（Thabo Sefolosha）ことターボ・パトリック・セフォロシャ（Thabo Patrick Sefolosha、1984年5月2日 - ）は、スイスヴォー州ヴヴェイ出身の元バスケットボール選手。ポジションはシューティングガードからスモールフォワードをカバーするスウィングマン。201cm、97.5kg。

## 人物
南アフリカ人音楽家の父とフランス系スイス人画家の母の間にスイス西部、ヴォー州、レマン湖地方にあるヴヴェイで生まれた。イタリア語・フランス語・英語の3ヶ国語を話す事が出来る。

## 経歴

### プロデビュー
2001年、17歳でスイス国内リーグのチーム（Tege Riviera Basket）でプロデビュー。チームがフランス遠征を行った際にシャロン＝スュル＝ソーヌのスカウトの目にとまり、フランスのセミプロリーグに移籍。最初の年は21歳以下のジュニアチームで過ごしたが、2年目となる2002-2003シーズンにはシニアチームでローテーション入りし、30試合に出場して平均4得点、3.5リバウンド、1アシストの成績を残した。翌年は先発の座を掴み、平均30.7分出場、9.4得点、7リバウンド、1スティールでチームのプレイオフセミファイナルまでの躍進に大きく貢献した。しかし、翌年はチームとセフォロシャの代理人との契約交渉が難航し、セフォローシャはイタリアのビエッラのチームへと移籍した。

### NBA
2006年、セフォロシャはフィラデルフィア・セブンティシクサーズより全体13位の指名を受けてNBA入りを果たす。ドラフト直後に同年16位指名のロドニー・カーニーと金銭を含むトレードでシカゴ・ブルズに移籍した。セフォロシャ自身はドラフトでの指名を予期しておらず、記者会見では喜びを露わにした。しかし、シカゴでは同じポジションにベン・ゴードン、ラリー・ヒューズなどのトッププレイヤーが既におり、セフォロシャの役割はチームの3番手のシューティングガードでしかなかった。チームの都合により先発を任されることもあったが、プレイ時間としては短く不遇な状態が続いた。
2009年8月、アウトサイドでのディフェンダーを探していたオクラホマシティ・サンダーにドラフト1巡目指名権との引き換えでトレードされ、セフォロシャはようやく固定された先発の座をつかんだ。セフォロシャの加入以降、チームの成績は向上し、エースのケビン・デュラントやラッセル・ウェストブルックの成長も組み合わさってサンダーは2012年にはNBAファイナルまで進出した。
2014年7月15日、アトランタ・ホークスへの移籍を発表した。
2017年7月12日、ユタ・ジャズと2年1050万ドルで契約した。2018年1月12日に行われたシャーロット・ホーネッツ戦で右膝内側側副靭帯を負傷した。更に負傷した右膝の手術のために今季残り試合を欠場すると報じられた。1月17日、右膝の手術が成功した。2018年4月3日、NBAはセフォローシャが反薬物プログラムに違反したとして5試合の出場停止処分を課すと発表した。

## プレイスタイル
長いウィングスパンを持つディフェンスのスペシャリスト。NBAでもトップレベルの身体能力を持ち、更にNBA入り以前にプロ経験があり、試合の流れをよく知っているなど、セフォロシャがドラフトされた時のシカゴの監督スコット・スカイルズは、そのボールを持たなくても機能する選手である点を非常に高く評価していた。一方でアンセルフィッシュな性格により得点に絡めず、注目を浴び難い地味な存在でもある。また、アウトサイドシュートの精度に課題を残す。

## タイトル・受賞
- オールディフェンシブ2ndチーム:2010